# Titularbistum Pumentum
Pumentum  (ital.: Cerenza) ist ein Titularbistum der römisch-katholischen Kirche.
Es geht zurück auf ein früheres Bistum in der Region Apulien in Südost-Italien, das der Kirchenprovinz Santa Severina angehörte.
| Titularbischöfe von Pumentum |                                               |                                      |                   |                  |
| Nr.                          | Name                                          | Amt                                  | von               | bis              |
| 1                            | Andrea Bernardo Schierhoff                    | Weihbischof in La Paz (Bolivien)     | 11. November 1968 | 1. Dezember 1986 |
| 2                            | José María Arancibia                          | Weihbischof in Córdoba (Argentinien) | 26. Februar 1987  | 13. Februar 1993 |
| 3                            | Pere Tena Garriga                             | Weihbischof in Barcelona (Spanien)   | 9. Juni 1993      | 10. Februar 2014 |
| 4                            | José Trinidad Fernández Angulo                | Weihbischof in Caracas (Venezuela)   | 17. April 2014    | 15. Juli 2021    |
| 5                            | Antonio D’Angelo                              | Weihbischof in L’Aquila (Italien)    | 14. August 2021   | 19. August 2023  |
| 6                            | Éric Soviguidi Titularerzbischof pro hac vice | Apostolischer Nuntius                | 15. August 2025   |                  |